# Saint-Romans-des-Champs
Saint-Romans-des-Champs és un municipi francès situat al departament de Deux-Sèvres i a la regió de la Nova Aquitània. L'any 2007 tenia 176 habitants.

## Demografia

### Població
El 2007 la població de fet de Saint-Romans-des-Champs era de 176 persones. Hi havia 64 famílies de les quals 12 eren unipersonals (4 homes vivint sols i 8 dones vivint soles), 28 parelles sense fills i 24 parelles amb fills.
La població ha evolucionat segons el següent gràfic:
Habitants censats

### Habitatges
El 2007 hi havia 80 habitatges, 69 eren l'habitatge principal de la família, 3 eren segones residències i 8 estaven desocupats. Tots els 80 habitatges eren cases. Dels 69 habitatges principals, 57 estaven ocupats pels seus propietaris, 11 estaven llogats i ocupats pels llogaters i 1 estava cedit a títol gratuït; 5 tenien dues cambres, 7 en tenien tres, 12 en tenien quatre i 45 en tenien cinc o més. 51 habitatges disposaven pel capbaix d'una plaça de pàrquing. A 35 habitatges hi havia un automòbil i a 30 n'hi havia dos o més.

### Piràmide de població
La piràmide de població per edats i sexe el 2009 era:
| Homes | Edats   | Dones |
| ----- | ------- | ----- |
| 0     | 95 o +  | 0     |
| 0     | 90 a 94 | 1     |
| 5     | 85 a 89 | 2     |
| 2     | 80 a 84 | 4     |
| 4     | 75 a 79 | 5     |
| 9     | 70 a 74 | 9     |
| 4     | 65 a 69 | 6     |
| 2     | 60 a 64 | 4     |
| 3     | 55 a 59 | 2     |
| 3     | 50 a 54 | 3     |
| 6     | 45 a 49 | 3     |
| 6     | 40 a 44 | 3     |
| 11    | 35 a 39 | 11    |
| 5     | 30 a 34 | 4     |
| 6     | 25 a 29 | 4     |
| 1     | 20 a 24 | 2     |
| 3     | 15 a 19 | 6     |
| 4     | 10 a 14 | 7     |
| 6     | 5 a 9   | 2     |
| 3     | 0 a 4   | 8     |

## Economia
El 2007 la població en edat de treballar era de 109 persones, 91 eren actives i 18 eren inactives. De les 91 persones actives 86 estaven ocupades (49 homes i 37 dones) i 5 estaven aturades (1 home i 4 dones). De les 18 persones inactives 4 estaven jubilades, 8 estaven estudiant i 6 estaven classificades com a «altres inactius».

### Ingressos
El 2009 a Saint-Romans-des-Champs hi havia 66 unitats fiscals que integraven 172 persones, la mediana anual d'ingressos fiscals per persona era de 16.296 €.

### Activitats econòmiques
Dels 6 establiments que hi havia el 2007, 2 eren d'empreses de construcció, 1 d'una empresa de comerç i reparació d'automòbils, 1 d'una empresa d'hostatgeria i restauració i 2 d'empreses immobiliàries.
Dels 3 establiments de servei als particulars que hi havia el 2009, 2 eren fusteries i 1 restaurant.
L'any 2000 a Saint-Romans-des-Champs hi havia 26 explotacions agrícoles que ocupaven un total de 1.032 hectàrees.

## Poblacions més properes
El següent diagrama mostra les poblacions més properes.